# Gozo Stadium
Gozo Stadium – to stadion piłkarski w mieście Xewkija na wyspie Gozo (Malta). Swoje mecze rozgrywa na nim drużyna piłkarska Xewkija Tigers. Stadion może pomieścić 4 000 widzów.